# キダーミンスター・ハリアーズFC
キダーミンスター・ハリアーズ・フットボール・クラブ（kidderminster Harriers Football Club）はイングランド、ウスターシャー、キダーミンスターを本拠地とするサッカークラブチームである。2021-22シーズンはカンファレンス・ノース（6部相当）に所属。
1999-2000シーズンにカンファレンス・ナショナルで優勝し、イングリッシュ・フットボールリーグに初昇格。2004-05シーズンに降格するまでの5シーズン所属した。リーグ最高位は2001-02シーズンの4部リーグ10位。FAカップ最高成績は1993-94シーズンの5回戦進出。

## クラブ各種記録
一試合最多観客動員数（リーグ）
- 6,250人　ラシュデン&ダイアモンズ　フットボール・カンファレンス　2000.8.4

一試合最多観客動員数（カップ）
- 9,115人　ヘレフォード・ユナイテッド　FAカップ1回戦　1948.11.27

一試合最多得点勝利試合
- 25-0　ヘレフォード・ユナイテッド(H)　バーミンガム・シニアカップ1回戦　1889.12.10

一試合最多失点敗戦試合
- 0-13　ダーウェン(A)　FAカップ1回戦　1891.1.24

## タイトル

### 国内タイトル
- フットボール・カンファレンス:2回

1994, 2000
- FAトロフィー:1回

1987
- ボブロード・トロフィー:1回

1997
- サウザンリーグカップ:1回

1980

### 国際タイトル
- なし

## 現所属メンバー
2022年1月22日現在
| No. | Pos. |                                | 選手名                           |
| --- | ---- | ------------------------------ | -------------------------------- |
| 1   | GK   | イングランド                   | ルーク・シンプソン               |
| 2   | DF   | ウェールズ                     | アレックス・ペニー               |
| 3   | DF   | イングランド                   | ケイレブ・リチャーズ             |
| 4   | DF   | イングランド                   | ネイサン・キャメロン             |
| 5   | DF   | イングランド                   | キース・ロウ                     |
| 6   | MF   | イングランド                   | ルイス・モントローズ             |
| 7   | MF   | イングランド                   | サム・オースティン               |
| 8   | MF   | イングランド                   | マーク・キャリントン             |
| 9   | FW   | イングランド                   | アマリ・モーガン＝スミス         |
| 10  | MF   | イングランド                   | アシュリー・ヘミングス           |
| 11  | MF   | セントクリストファー・ネイビス | オマリ・スターリング＝ジェームズ |
| 12  | DF   | イングランド                   | ジョー・フォルケス               |

| No. | Pos. |                | 選手名                   |
| --- | ---- | -------------- | ------------------------ |
| 15  | MF   | バミューダ諸島 | キザイア・マーティン     |
| 16  | DF   | アルバニア     | ジェラルド・バイラミ     |
| 17  | FW   | イングランド   | イーサン・フリーマントル |
| 18  | MF   | イングランド   | カイ・リシモア           |
| 19  | FW   | イングランド   | ジェイデン・ホワイト     |
| 20  | DF   | ジンバブエ     | クリフ・モヨ             |
| 21  | GK   | イングランド   | ジェイミー・エメリー     |
| 22  | MF   | イングランド   | ジャック・トリー         |
| 25  | DF   | イングランド   | ルーク・バスタブル       |
| 26  | MF   | イングランド   | デヴォンテ・レドモンド   |
| 28  | DF   | イングランド   | マット・プレストン       |

### ローン移籍
in
注：選手の国籍表記はFIFAの定めた代表資格ルールに基づく。
| No. | Pos. |              | 選手名                             |
| --- | ---- | ------------ | ---------------------------------- |
| 12  | DF   | イングランド | ジョー・フォルケス ( ウォルソール) |
| 26  | MF   | イングランド | デヴォンテ・レドモンド ( レクサム) |

| No. | Pos. |              | 選手名                                     |
| --- | ---- | ------------ | ------------------------------------------ |
| 28  | DF   | イングランド | マット・プレストン ( ソーリハル・ムーアズ) |

out
注：選手の国籍表記はFIFAの定めた代表資格ルールに基づく。
| No. | Pos. |              | 選手名                                     |
| --- | ---- | ------------ | ------------------------------------------ |
| 13  | GK   | イングランド | トム・パルマー ( ラスホール・オリンピック) |

| No. | Pos. |              | 選手名                       |
| --- | ---- | ------------ | ---------------------------- |
| 14  | FW   | イングランド | ナイアル・ベル ( タムワース) |

## 歴代所属選手
- ポール・ジョーンズ 1986-1991
- ウェズ・モーガン 2002
- ベン・フォスター 2004
- マーク・ピュー 2005, 2006
- クレイグ・リンドフィールド 2010